# Mbandzeni
Mbandzeni (também Dlamini IV, Umbandine, Umbandeen) (1855–1889) foi rei da Suazilândia de 1875 até 1889. Ingwenyama Mbandzeni era filho de Mswati II e Nandzi Nkambule. Sua mãe biológica morrera quando ele ainda era muito jovem. Mbandzeni subiu ao trono depois que seu meio irmão Ludvonga II morreu antes de se tornar rei. A morte de Ludvonga fez com que Inkhosikati Lamgangeni, adotasse Mbandzeni, tornando-o rei e ela a rainha-mãe da Suazilândia. Sua capital real era Mbekelweni. Durante seu reinado, Mbandzeni abriu muitas concessões de mineração, agricultura, comércio e administrativa aos colonos brancos da Grã-Bretanha e do Transvaal. Estas concessões permitidas com a ajuda da Offy Sherpstone levaram às convenções de 1884 e 1894, que reduziram as fronteiras gerais da Suazilândia e mais tarde tornaram a Suazilândia um protetorado da República da África do Sul. Durante o período de concessões, precedidas pela fome de 1877, alguns tindvunas (governadores) de dentro da Suazilândia como Mshiza Maseko e Ntengu kaGama Mbokane receberam permissão do Rei Mbandzeni para se mudarem para fazendas em direção ao Rio Komati; Mshiza Maseko mais tarde se estabeleceu em um lugar chamado eLuvalweni, onde posteriormente fora enterrado. Mbandzeni, ainda no comando de um grande exército suazi de mais de 15.000 homens, ajudou os britânicos a derrotar Sekhukhune em 1879 e a impedir a incursão de Zulus no Transvaal durante o mesmo ano. Como resultado, ele garantiu a independência de seu país e o reconhecimento internacional, apesar da Partilha da África, que estava acontecendo na época. Mbandzeni morreu após ser acometido por uma doença não especificada em 1889 e é citado como tendo dito em seu leito de morte que "o reinado suazi morre comigo". Ele foi enterrado no cemitério real em Mbilaneni ao lado de seu pai e de seu avô Sobhuza I. Mbandzeni foi sucedido por seu filho mais novo Mahlokohla e sua esposa, a rainha Labotsibeni Mdluli, após uma regência de 5 anos da rainha Tibati Nkambule. Hoje, vários edifícios e estradas na Suazilândia recebem o nome de Mbandzeni. Entre eles, a casa Mbandzeni em Mbabane e a rodovia Mbandzeni até Siteki tem seu nome em homenagem.

## Início de vida
Após a morte do rei Mswati II em julho de 1868, a rainha-mãe Tsandzile Ndwandwe serviu como rainha regente. O filho de Mswati II e inkhosikati LaKhumalo foi escolhido para se tornar o rei e foi nomeado Ludvonga II. No entanto, ele morreu de envenenamento em 1874, pouco antes de se tornar o rei. Como resultado, o conselho de anciãos suázi recomendou que LaKhumalo escolhesse outra criança para ser "colocada em seu estômago" e se tornasse seu filho. Ela escolheu Mbandzeni, que na época não tinha mãe, pois sua mãe havia morrido quando ele era muito jovem. Mbandzeni tornou-se assim rei em 1875, enfrentando um desafio logo no início, pois outro pretendente ao trono, o príncipe Mbilini waMswati, que era aliado dos Reis Zulus, Mpande ka Senzangakhona e Cetshwayo ka Mpande, tentou obter a coroa, porém não conseguiu.

## Reinado
O reinado de Mbandzeni teve vários eventos notáveis. O primeiro evento foi a interação contínua entre os Suazis e os Bôeres de Transvaal. Durante o governo de Mswati, essa relação havia sido estabelecida por ele conceder algumas vendas de terras para os Bôeres de Ohristad e Lydenburg na década de 1850. Durante o reinado de Mbandzeni, numerosas visitas a sua capital em Mbekelweni foram feitas por muitos concessionários e colonos que buscavam terras, direitos minerários e outros negócios. Mbandzeni concedeu muitos arrendamentos aos colonos e com o conselho de 'Offy' Sherpstone, o sobrinho de Sir Theophilus Shepstone que era o administrador da colônia de Natal obteve muito mais. Mbandzeni e oficiais da realeza deram muitas concessões sobrepostas aos interesses britânico e holandês e em troca foram pagos em ouro, gado ou outra moeda e bens disponíveis. Com resultado a Suazilândia passou a ser de grande interesse para os colonos e burgueses britânicos das repúblicas holandesas por seu potencial na agricultura, mineração e assentamentos em geral. A descoberta de ouro no Transvaal exacerbou a questão.
Imediatamente no reinado de Mbandzeni, as escaramuças entre os britânicos e os bôeres haviam começado e a Grã-Bretanha anexou o Transvaal e transformou em sua colônia. O Reino Zulu no sul sob Cetshwayo ainda era independente com reconhecimento britânico, mas logo estaria em guerra com eles. A guerra Zulu ocorreu em 1879 e o renegado príncipe Swazi Mbilini ficou do lado do Rei Zulu Cetshwayo durante este período. Ele costumava atacar os chefes do sul da Suazilândia. Assim, Mbandzeni não aceitaria o pedido do Cetshwayo para ajudar na guerra contra os britânicos. De fato, as tropas suazis ajudaram a impedir os ataques zulus ao Transvaal. Durante o mesmo ano, as forças britânicas sob o comando de Sir Garnet Wolseley no Transvaal, buscaram a ajuda dos Suazis para derrotar o rei Pedi Sekhukhune que havia resistido aos bôeres alguns anos antes, em 1876. Os Pedis, tendo abrigado outro príncipe que era um pretendente ao trono da Suazilândia, acabaram enfrentando um ataque britânico apoiado por uma força Suazi de 10 000 homens que levou à captura de Sekhukhune e à destruição daquele reino. O apoio de Mbandzeni à Grã-Bretanha foi recompensado com o reconhecimento britânico pela independência da Suazilândia e a promessa de proteger os suazis contra a invasão zulu e bóer. No entanto, as concessões anteriormente garantidas por Mbandzeni e Mswati aos colonos seriam prejudiciais à questão da independência, uma vez que foram usadas nas convenções da Suazilândia em 1884 e em 1894, com a Grã-Bretanha renegando suas promessas.
A atual fronteira da Suazilândia foi decidida nessas duas convenções, com Sherpstone, representando os interesses dos Suazis, em 1884 e Allister Miller em 1894. Em ambas as negociações, nenhuma representação direta suazi esteve presente.  A fronteira com a África Oriental Portuguesa foi decidida como sendo as faixas de Lubombo para a Suazilândia e a linha MacMahon para a Tongalândia Britânica (na África do Sul). A fronteira com a República da África do Sul foi escolhida para ser o limite atual, dividindo lares suazis, aldeias reais como Mjindini, Mekemeke, entre outras. Como resultado, muitos suázis permanecem residentes da África do Sul, especialmente na província de Mpumalanga , um número maior do que a população da Suazilândia propriamente dita.

## Morte
Mbandzeni morreu após problemas de saúde durante as discussões fronteiriças com muito pouca informação a respeito. Ele foi enterrado em Mbilaneni, onde Mswati II e Sobhuza I foram enterrados. Mbandzeni, como outros reis suazis antes dele, tinha muitas esposas e filhos. Sua esposa Labotsibeni Mdluli foi escolhida para ser a Rainha Mãe e seu filho Mahlokohla foi escolhido para ser seu sucessor. Um período de regência de cerca de 5 anos seguiu-se com a decisão da Rainha Regente Tibati Nkambule e depois o jovem Ngwane V assumindo o poder. Foi durante este tempo que a Suazilândia foi transformada num protetorado da República da África do Sul, embora nunca tenha ocorrido uma administração completa.

## Legado
O reinado de Mbandzeni é visto por diferentes pontos de vista. Alguns o vêem como alguém que vendeu seu país. Em algumas publicações, até se diz que Mbandzeni " vendeu a terra, mas manteve o seu país ". Outros o viam como uma pessoa de bom coração que não sabia quando parar. No entanto, alguns o consideram como um governante que fez o que pôde em um momento difícil.